# Picrasma selleana
Picrasma selleana är en bittervedsväxtart som beskrevs av Ignatz Urban. Picrasma selleana ingår i släktet Picrasma och familjen bittervedsväxter. Inga underarter finns listade i Catalogue of Life.